# FK Pirin Razlog
FK Pirin Razlog (Bulgaars: ФК Пирин Разлог) is een Bulgaarse voetbalclub uit Razlog. In 2016 fuseerde de club met Septemvri Sofia, dat de plaats in de tweede klasse overnam. Pirin gaat vanaf 2016-17 opnieuw van start in de Treta Liga, de derde klasse. 

## Erelijst
V Grupa Zuid-West
Kampioen in 2012